# 汉斯·亨肯
汉斯·亨肯（英語：Hans Henken，1992年6月4日—），美国男子帆船运动员。他曾代表美国参加2024年夏季奥林匹克运动会帆船比赛，搭档伊恩·巴罗斯获得男子49人级铜牌。